# Américo Menutti
Luis Américo Menutti (Buenos Aires, 1 de maio de 1915 – ) foi um treinador e futebolista argentino, que atuava como atacante.

## Carreira
Menutti iniciou a carreira no Boca Juniors, onde foi campeão argentino em 1931.
Vindo do Platense, chegou ao Santos em 1938. Em seus únicos três jogos, marcou dois gols (incluindo um no Corinthians, em derrota por 3-2 em amistoso), mas saiu antes do Estadual, para jogar no Vasco, gerando um litígio com o Peixe.
Em 1940, Menutti chegou à Itália sob a lei que permitia a naturalização de descendentes de italianos. Na temporada 1941-1942, jogou pelo Bari, onde conseguiu o acesso à divisão principal com o título. Na temporada seguinte, estreou no Campeonato Italiano em 4 de outubro de 1942, na partida contra o Liguria, vencida por 2x0, e totalizou 24 partidas e marcando 4 gols na Série A.
Em seguida, transferiu-se para Lecce, na Série C na temporada 1945-1946, com 4 jogos e dois gols (contra Castellana e Molfetta) no ano em que o Lecce conquistou o campeonato sem sofrer nenhuma derrota. Depois da experiência em Salento, foi diretor técnico do Bari e retornou à América do Sul em 1948.
Após terminar a carreira de futebolista, treinou, entre outros, os times argentinos Platense, Sportivo Dock Sud e Colón.

## Títulos

### Jogador
Boca Juniors
- Campeonato Argentino: 1931

Bari
- Campeonato Italiano - Serie B: 1941-42

Lecce
- Campeonato Italiano - Serie C: 1945-46

### Treinador
Colón
- Liga Santafesina de Futebol: 1957